# Teka

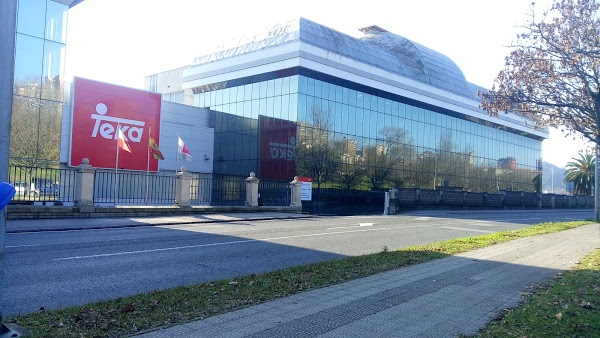
Oficinas de Teka España en Santander, Cantabria

Teka, también conocida como Teka Group, es una empresa de origen alemán, fundada en 1924 y cuya principal actividad se basa en la fabricación y comercialización de productos de cocina (electrodomésticos, grifería, fregaderos). El grupo cuenta con 15 fábricas repartidas por Europa, América y Asia y comercializa sus productos en 116 países.
Fue adquirida por el conglomerado multinacional Chino Midea Group al inicio de 2024. Midea se impuso al fondo saudí Alat, cuya división de electrodomésticos estaba dirigida por Stefan Hoetzl, anterior consejero delegado de Teka, en un posible conflicto de intereses.

## Historia
En 1924 Karl Thielmann, experto en la fabricación de maquinaria agrícola, sentó las bases de lo que más tarde se convertiría en Teka, y en 1936 adquirió los derechos para el procesamiento de acero inoxidable, lo que se traduciría posteriormente en la fabricación de electrodomésticos para la cocina y diferentes productos de baño.
En 1952, Helmut Klein se unió a la compañía como socio, y tres años más tarde crearon la marca Teka, que adquirió su nombre de las iniciales de ambos fundadores. Desde ese momento la compañía se especializó en la fabricación de fregaderos y amplió su catálogo con la introducción de placas, hornos y campanas.
En 1964 la compañía desembarcó en España y estableció su sede en Santander (Cantabria), donde se mantiene la base de Teka Industrial, S. A. En los años setenta, bajo la presidencia de Klaus Graf, la empresa inició su expansión desde su sede en Europa hacia el resto del mundo y en décadas posteriores su presencia alcanzó los cinco continentes.
En 2009 se inauguró una planta de producción en Weihai, China, país en el que también está presente en Kaiping y Shanghái, en un momento en el que creció su presencia en Asia a través de la propia China y de sus filiales en Tailandia, Indonesia, Malasia, Singapur y Vietnam. En 2012, Klaus Graf abandonó la presidencia de Teka Group tras 48 años al frente de la compañía, debido a su avanzada edad, y fue sustituido por Maximilian Brönner quien acabó llevando a la empresa a una situación crítica.
A finales de 2013, la compañía abrió oficinas en Perú, que se convirtió en el trigésimo tercer país en contar con sede del grupo. En mayo del mismo año, Teka Group logró el apoyo de entidades financieras para llevar a cabo su plan de negocio durante los siguientes cinco años. Durante los siguientes años amplió su presencia en Oriente Medio, desde su base en Emiratos Árabes, y comenzó a distribuir productos en mercados como Baréin, Irán, Omán, Catar, Túnez o Yemen.
En 2014, el grupo inició un plan de desarrollo en África con el objetivo de incrementar el número de mercados con distribución de sus productos. A principios de 2015 reforzó su presencia en el mercado asiático iniciando operaciones en India, Birmania y Camboya.
En enero de 2017, Teka trasladó la sede de su negocio de cocina y baño al paseo de la Castellana en Madrid y en septiembre del mismo año Teka Holding reordenó las sociedades del grupo y pasó a llamarse Heritage B. En noviembre de 2023 Teka Industrial nombra CEO de la unidad de negocio Teka a Mauro Correia. En junio de 2025, vende su negocio de baño al equipo directivo apoyado por inversores privados y entidades financieras internacionales.

## Unidades de negocio
La actividad de Teka se basa fundamentalmente en el área de cocina y está centrada en la fabricación de electrodomésticos, fregaderos y grifería.
El grupo comercializa sus productos bajo las marcas Teka, Küppersbusch, Intra, Mofem, Thor y Vitrogar. Posee fábricas en México, Venezuela, Hungría, España, Portugal, Suecia, Noruega, Turquía, Indonesia y China.

## Patrocinios deportivos
El Grupo Teka posee una larga tradición en patrocinios deportivos. En 1975 se fundó el Grupo Deportivo Teka Santander, posteriormente conocido como Club Balonmano Cantabria. El 27 de diciembre de 1981 Teka se convirtió en la primera marca en patrocinar la camiseta de un club de fútbol en España, mostrando su logo en la camiseta del Real Racing Club de Santander. Aquel día el Racing estrenó su patrocinador enfrentándose al Real Madrid, equipo que posteriormente también patrocinaría la marca. En la década de los años 1990, el Real Madrid ganó 15 títulos con Teka como patrocinador principal en su camiseta, entre los que destacan la séptima y octava copas de Europa.
En cuanto a la sección de baloncesto, Teka también ha estado vinculada al Real Madrid. En 1995 patrocinaba al club cuando el equipo consiguió su octava Copa de Europa. En 2014, Teka alcanzó nuevamente un acuerdo con el Real Madrid de baloncesto como patrocinador principal del club, compromiso que se mantuvo durante los siguientes tres años, en los que el Real Madrid disputó varias Final Four, hasta conquistar su novena Euroliga en 2015.
En Chile, Teka patrocinó al Club Unión Española, entre 1990 y 1992.[cita requerida]

## Patrocinios artísticos
Desde 2019, Teka está presente como patrocinador en el Museo de Arte Moderno de Buenos Aires. Durante 2019 y 2020, patrocinó diferentes exposiciones de arte moderno, de artistas como Sergio De Loof, Alberto Greco o Lea Lublin.
Desde 2020, Teka patrocina el recorrido Gastronomía en el Museo Thyssen-Bornemisza de Madrid. Además, es uno de los principales patrocinadores del Museo Europeo de Arte Moderno, situado en Barcelona.